# Robert Musil
Robert Musil (Klagenfurt, 6 de noviembre de 1880 - Ginebra, 15 de abril de 1942) fue un escritor austríaco, autor de El hombre sin atributos.

## Biografía
Hijo de una familia de la baja nobleza, siendo niño fue internado en la escuela militar de Eisenstadt (1892 a 1894), de donde pasó al instituto militar para jóvenes oficiales Mährish-Weisskirchen en Hranice (1894-1897). Abandonó la academia para ingresar en la escuela superior de Brno, donde se licenció como ingeniero (1898-1901).
Su tesis doctoral, que leyó en 1908, trataba sobre las teorías del físico Ernst Mach.
También hizo estudios de lógica y psicología experimental en la Universidad de Berlín (1903-1908). Enseñó ingeniería mientras escribía su primera novela Las tribulaciones del estudiante Törless, una dura descripción de la vida de adolescentes en un colegio militar. El éxito de esta obra le animó a dejar la enseñanza y a compaginar su trabajo en Berlín como bibliotecario y editor de la revista Die neue Rundschau (1914), con la escritura de dos novelas cortas sobre las relaciones amorosas, Uniones (1911).
Sirvió en el ejército imperial austrohúngaro durante la Primera Guerra Mundial (1914-1918). Después fue funcionario civil en la nueva República de Austria, entre 1919 y 1922, antes de dedicarse enteramente a escribir. Publicó un libro de cuentos, Tres mujeres, en 1924.
Salvo dos años más en Berlín (1931–1933), vivió en Viena hasta la anexión de Austria a la Alemania nazi en 1938, momento en el que se exilió en Suiza, en parte por el origen de su mujer Marthe Marcovaldi, con la que se había casado en 1911, en parte por su visceral oposición política e ideológica. Murió en Ginebra, con grandes dificultades económicas, en 1942.
En ese último periodo escribió dos volúmenes de El hombre sin atributos (1930–1943), a partir de un esbozo de 1905.

## Obras

### Ed. originales

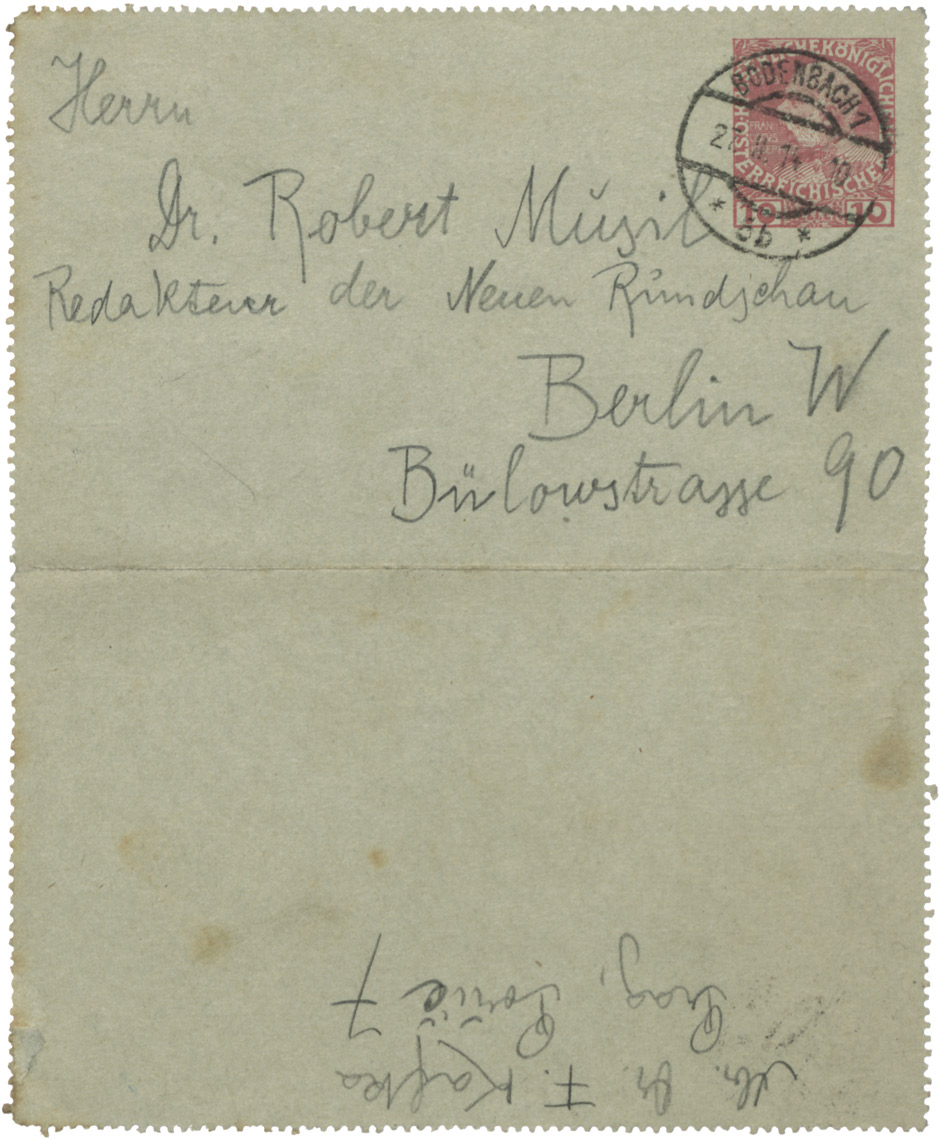
Postal de Franz Kafka a Robert Musil, 27 de febrero de 1914

- Die Verwirrungen des Zöglings Törleß (1906), Rowohlt Las tribulaciones del estudiante Törless
- Vereinigungen (1911), Rowohlt. Uniones
- Die Schwärmer (1921), Rowohlt. Los alucinados
- Vinzenz und die Freundin bedeutender Männer (1924), Rowohlt. Vicente o la amiga de los hombres importantes
- Drei Frauen (1924) Rowohlt. Tres mujeres
- Nachlaß zu Lebzeiten (1936) Rowohlt. Papeles póstumos escritos en vida
- Über die Dummheit (1937), Rowohlt. Sobre la estupidez
- Der Mann ohne Eigenschaften, 1942 Rowohlt. El hombre sin atributos
- Tagebücher, Diarios
- Briefe, 1901-1942, Rowohlt. Cartas
- Zur Beurteilung der Lehren Machs, Rowohlt, 1980.

### Ediciones en español

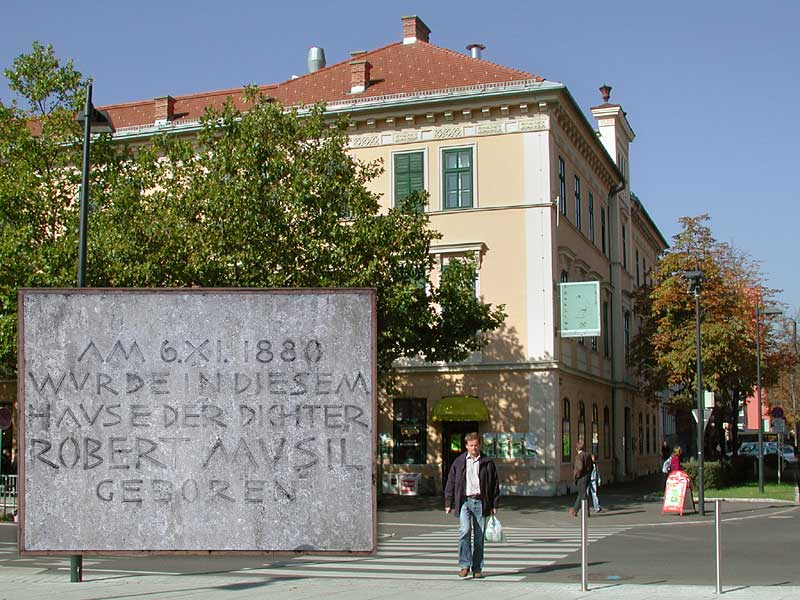
Robert Musil Literatur Museum

- Los extravíos del colegial Törless, Círculo de Lectores, 2004 ISBN 978-84-672-0265-6
- Los alucinados, Barral Editores, 1970, ISBN 978-84-211-0007-3
- Sobre la estupidez, Abada Editores, 2007 ISBN 978-84-96258-99-0
- El hombre sin atributos, Seix Barral, 2007 ISBN 978-84-322-2774-5
- Uniones, Seix Barral, 1995 ISBN 978-84-322-3128-5
- Ensayos y conferencias , A. Machado Libros, 1992 ISBN 978-84-7774-548-8
- Diarios, Nuevas Ediciones de Bolsillo, 2004 ISBN 978-84-9793-507-4
- Tres mujeres, Seix Barral, 1992 ISBN 978-84-322-3100-1
- Prosa temprana y obras póstumas publicadas en vida, Sexto Piso España, 2007 ISBN 978-84-96867-00-0
- Sobre la estupidez, bid & co. editor, 2010 ISBN 978-980-6741-99-7

## Adaptaciones cinematográficas
El director Volker Schlöndorff realizó en 1966 El joven Törless, adaptación de la novela que 60 años antes había escrito Musil. Era su primera película, tras haber sido asistente de directores como Resnais, Malle y Melville. Esta película recibió el premio FIPRESCI en el Festival de Cannes así como los Premios del Cine Alemán de mejor película, guion y director.